# Coleophora discomaculella
Coleophora discomaculella é uma espécie de mariposa do gênero Coleophora pertencente à família Coleophoridae.